# Оксфордские мученики
Оксфордские мученики (англ. Oxford Martyrs) — протестанты, осуждённые за ересь в 1555 году и сожжённые на костре в Оксфорде, Англия. Они были казнены за свои религиозные убеждения и учения во время Марианского преследования в Англии.
Тремя мучениками были английские епископы Хью Латимер и Николас Ридли и архиепископ Томас Кранмер.

## История
Всех троих судили в Университетской церкви Святой Марии Богородицы. Мужчины были заключены в бывшую тюрьму Бокардо, недалеко от церкви Святой Михаил у северных ворот. На башне церкви выставлена дверь их камеры.
Мужчин сожгли на костре к северу от городских стен, где сейчас находится Брод-стрит. Латимер и Ридли были сожжены 16 октября 1555 года за отрицание реального присутствия Христа в евхаристии. Кранмер был сожжён пять месяцев спустя 21 марта 1556 года.
Небольшая площадка, вымощенная гранитом, образующая крест в центре дороги за пределами фасада Баллиол-колледжа, отмечает это место. Мемориал мучеников, сделанный в викторианском стиле, посвящён этим событиям.

## Галерея

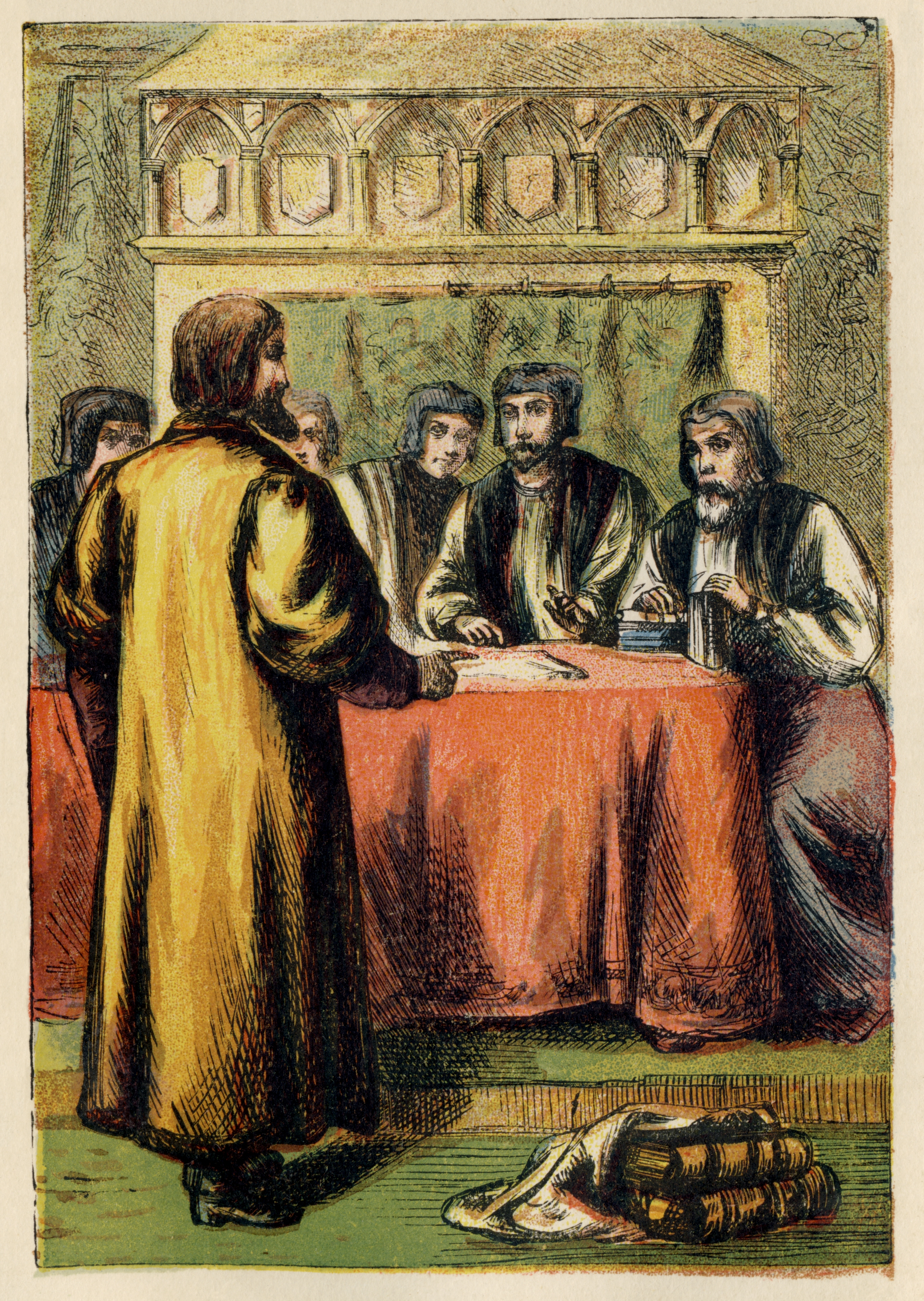
«Латимер перед советом» из Книги мучеников Фокса, иллюстрированной Кронхеймом.
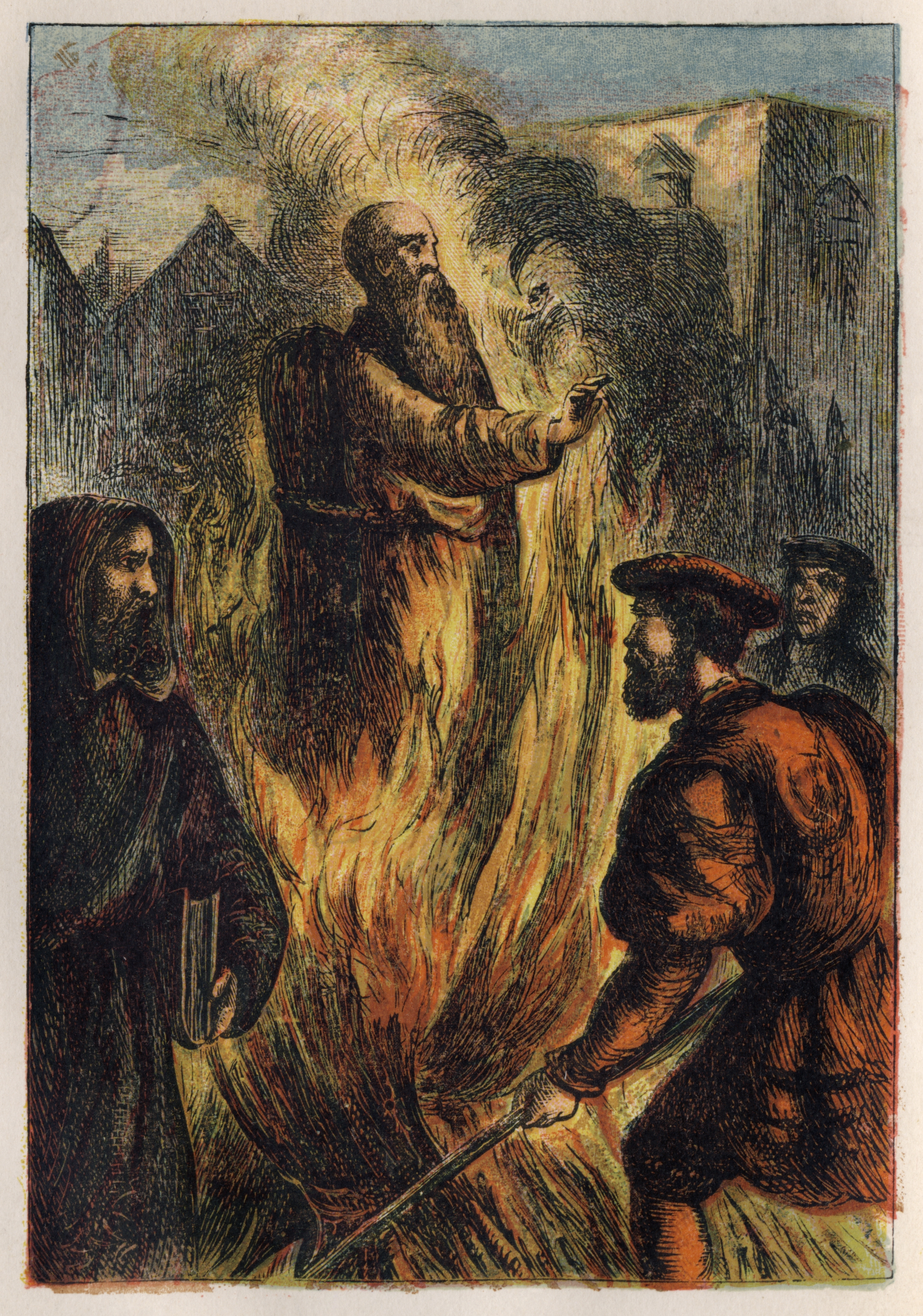
«Смерть Кранмера», из той же книги.
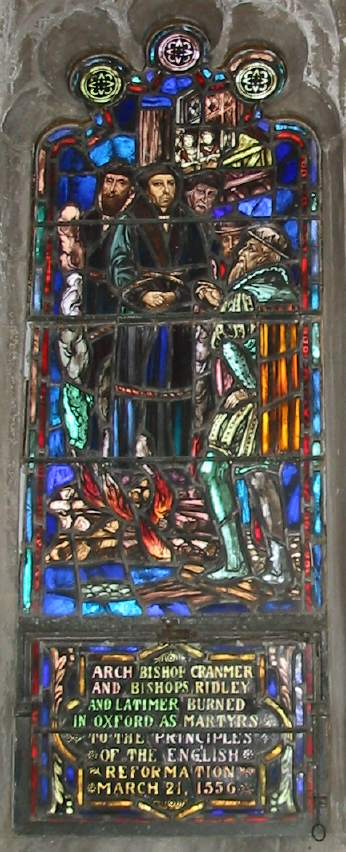
Витраж с изображением Оксфордских мучеников (Кранмера, Латимера и Ридли). Расположен в Крайст-черч, Литл-Рок, Арканзас, США.
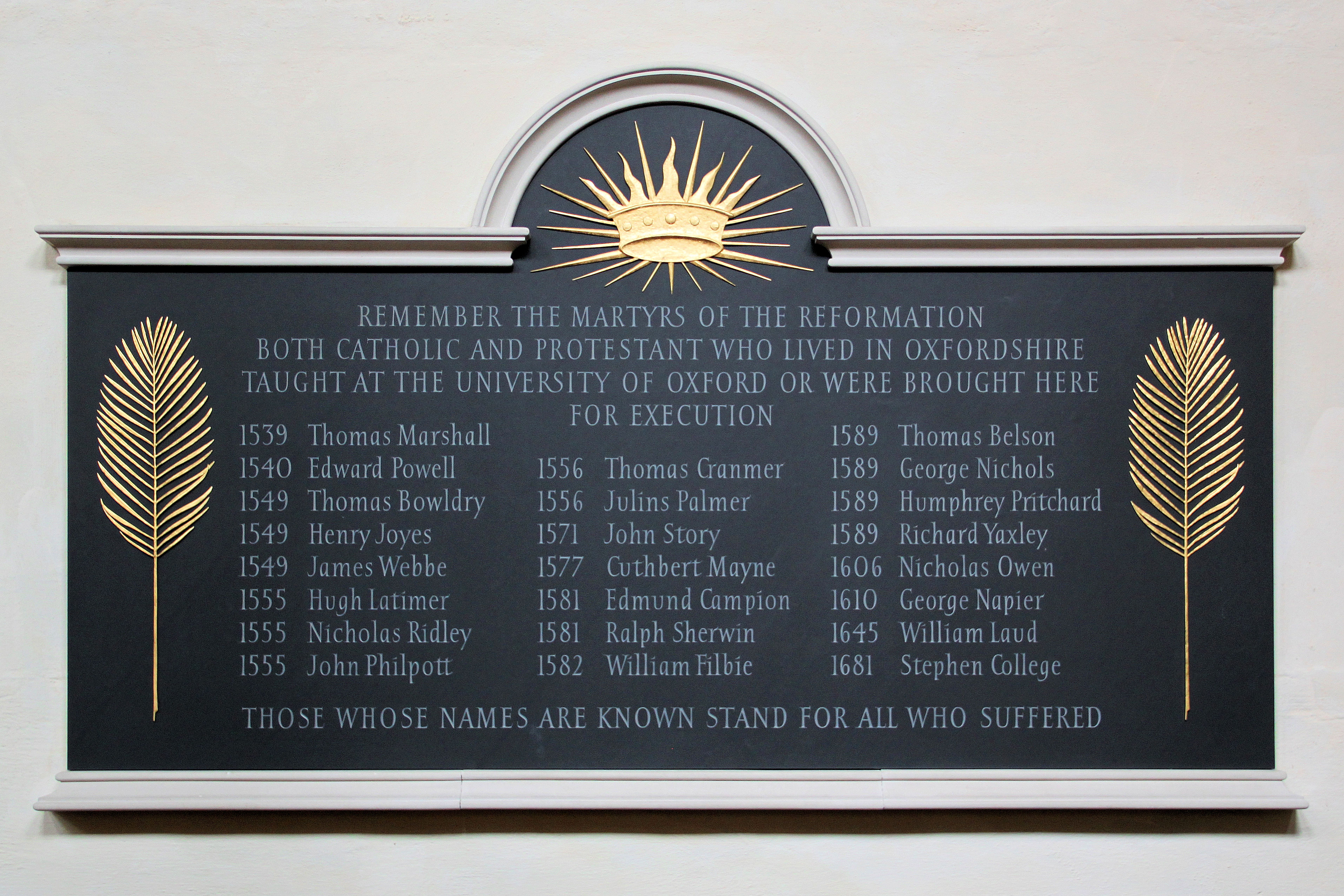
Мемориальная доска, установленная в 2008 году, в память о мучениках реформации, католиках и протестантах, которые жили в Оксфордшире, преподавали в Оксфордском университете или были доставлены в Оксфорд для казни. Университетская церковь Святой Марии Богородицы[англ.], Оксфорд, Великобритания.